# Scrancia piperita
Scrancia piperita är en fjärilsart som beskrevs av Sergius G. Kiriakoff 1962. Scrancia piperita ingår i släktet Scrancia och familjen tandspinnare. Inga underarter finns listade.